# 贝尔讷伊 (索姆省)
贝尔讷伊（法語：Berneuil，法語發音：[bɛʁnœj]）是法国上法兰西大区索姆省的一个市镇，属于亚眠区。

## 地理
贝尔讷伊（50°5'41"N, 2°10'16"E）面积5.51 平方千米，位于法国上法蘭西大區索姆省，该省份为法国北部沿海省份，北起加来海峡省和北部省，西接滨海塞纳省和大西洋英吉利海峡，南至瓦兹省，东临埃纳省。
与贝尔讷伊接壤的市镇（或旧市镇、城区）包括：多马昂蓬蒂约、戈尔日、朗什-圣伊莱尔、菲耶弗蒙勒莱、佩尔努瓦、圣莱热莱多马尔。
贝尔讷伊的时区为UTC+01:00、UTC+02:00（夏令时）。

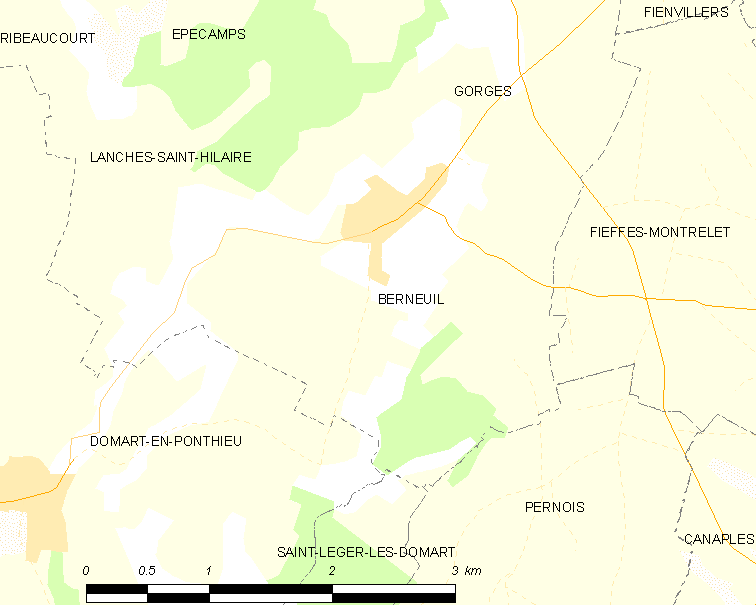
贝尔讷伊的OSM定位图

## 行政
贝尔讷伊的邮政编码为80620，INSEE市镇编码为80089。

## 政治
贝尔讷伊所属的省级选区为杜朗县。

## 人口

1962-2008年间贝尔讷伊人口变化图示

贝尔讷伊于2022年1月1日时的人口数量为274人。